# Pseudamnicola brachia
Pseudamnicola brachia е вид коремоного от семейство Hydrobiidae.

## Разпространение
Видът е разпространен в Гърция (Крит).